# Mercedes de Jesús Egido
Mercedes de Jesús Egido (Salamanca, 29 de març de 1935 - Alcázar de San Juan, 3 d'agost de 2004) va ser una religiosa castellana, monja de l'Orde de la Immaculada Concepció i principal impulsora del retorn del seu orde al carisma original de la fundació, vinculat a la regla cistercenca i no a la família franciscana, dintre la qual s'havia integrat al segle xv. Proclamada serventa de Déu, s'ha obert el seu procés de beatificació.

## Vida
Havia nascut a Salamanca el 1935. Va ingressar en l'Orde Concepcionista el 25 d'octubre de 1953, a La Puebla de Montalbán (Toledo), prenent l'hàbit de novícia el 27 d'abril de 1954 i fent les professions temporal el 12 de maig de 1955 i la solemne el 16 de maig de 1958. El 20 de gener de 1964 va ser traslladada al monestir de l'orde a Alcázar de San Juan, esdevenint-ne abadessa el 1970.
El Concili Vaticà II, amb el decret Perfectae charitatis, estimulava la renovació dels ordes religiosos i el deure dels seus membres de seguir el carisma fundacional de cada orde. Egido va voler, en aquesta línia, recuperar l'esperit fundacional de l'orde, que Beatriu de Silva havia fundat en el si de l'Orde del Cister i per al culte, amor i servei a la Immaculada Concepció de la Mare de Déu. Amb el temps, i des del segle 1494, l'orde s'havia adscrit a la família franciscana, deixant la regla original i adoptant la de les clarisses. El moviment de retorn a les fonts va ser encapçalat per Mercedes de Jesús Egido i va ser, inicialment, ben acollit per l'orde. No va trigar, però, a sorgir una forta oposició per part de l'Orde de Frares Menors per tal que l'orde no deixés la família franciscana.
Després d'anys de treball, el 8 de setembre de 1996 el monestir d'Alcázar va rebre el decret d'aprovació de les esmenes a les constitucions generals de l'orde, mantenint-se igualment com a part de l'Orde de la Immaculada Concepció, però aplicant la regla i el carisma original de la seva fundació. De fet, des del 1981, la vida al monestir es basava en la regla original de l'orde, que a tall experimental s'hi havia aplicat amb el permís del bisbe i la Santa Seu. Amb el temps, la Santa Seu va establir l'opció que cada monestir de l'orde triés la regla de vida que volia seguir, la cistercenca original o la franciscana, sense que això signifiqués la divisió de l'orde.
Va morir el 3 d'agost de 2004 al monestir d'Alcázar de San Juan, en llaor de santedat. La missa exequial va ser presidida pel bisbe emèrit Rafael Torija, amb dinou sacerdots concelebrants i la participació de nombrosos fidels.

## Obres
Entre les obres escrites per la mare Mercedes, es poden destacar: 
- Hacia el amor perfecto: desde el monte santo de la Concepción
- Ejercicios espirituales según la espiritualidad concepcionista
- Santa Beatriz de Silva
- Lo que puede el amor

Així com moltes exhortacions, exercicis pietosos, articles i ponències en alguns congressos.